# تیبو اسکوتو
تیبو اسکوتو (انگلیسی: Thibault Scotto؛ زادهٔ ۱۷ سپتامبر ۱۹۷۸) بازیکن فوتبال اهل فرانسه است.
از باشگاه‌هایی که در آن بازی کرده‌است می‌توان به باشگاه فوتبال کن، باشگاه ورزشی آمیان، و باشگاه فوتبال نیس اشاره کرد.